# 枫溪镇
枫溪镇，是中华人民共和国广东省潮州市潮安区下辖的一个乡镇级行政单位。

## 行政区划
枫溪镇下辖以下地区：
怀德社区、石桥社区、洲园社区、长美社区、福安社区、南苑社区、枫溪一村、枫溪二村、长美一村、长美二村、湖厦村、藏龙村、詹厝村、李厝村、槐山岗村、山边村、白塔村、池湖村、蔡陇村、云步村、上东埔村、堤头村、前进村、古板头村、全福村、英塘村、洋头村、高厦村、西边村、下东埔村、田头村、田头何村和德州工业园社区。